# Ansan-Wa~-Stadion
Das Ansan-Wa~-Stadion (kor. 안산 와~ 스타디움, auch Ansan Stadion) ist ein Fußballstadion in der südkoreanischen Stadt Ansan, Provinz Gyeonggi-do. Von 2007 bis 2012 nutzte der Verein Ansan H FC das Stadion. Von 2014 bis 2016 trug Ansan Mugunghwa FC seine Heimspiele in der Arena aus. Ende 2016 zog der Verein nach Asan. Anfang 2017 zog der neugegründete Verein Ansan Greeners FC in die Arena. Das Fußball-Franchise spielt aktuell (2023) in der K League 2, der zweithöchsten Spielklasse Südkoreas.
Es war eines der Austragungsorte der Fußballturniere der Männer und der Frauen bei den Asienspielen 2014. Es bietet den Besuchern 35.000 Plätze.

## Galerie

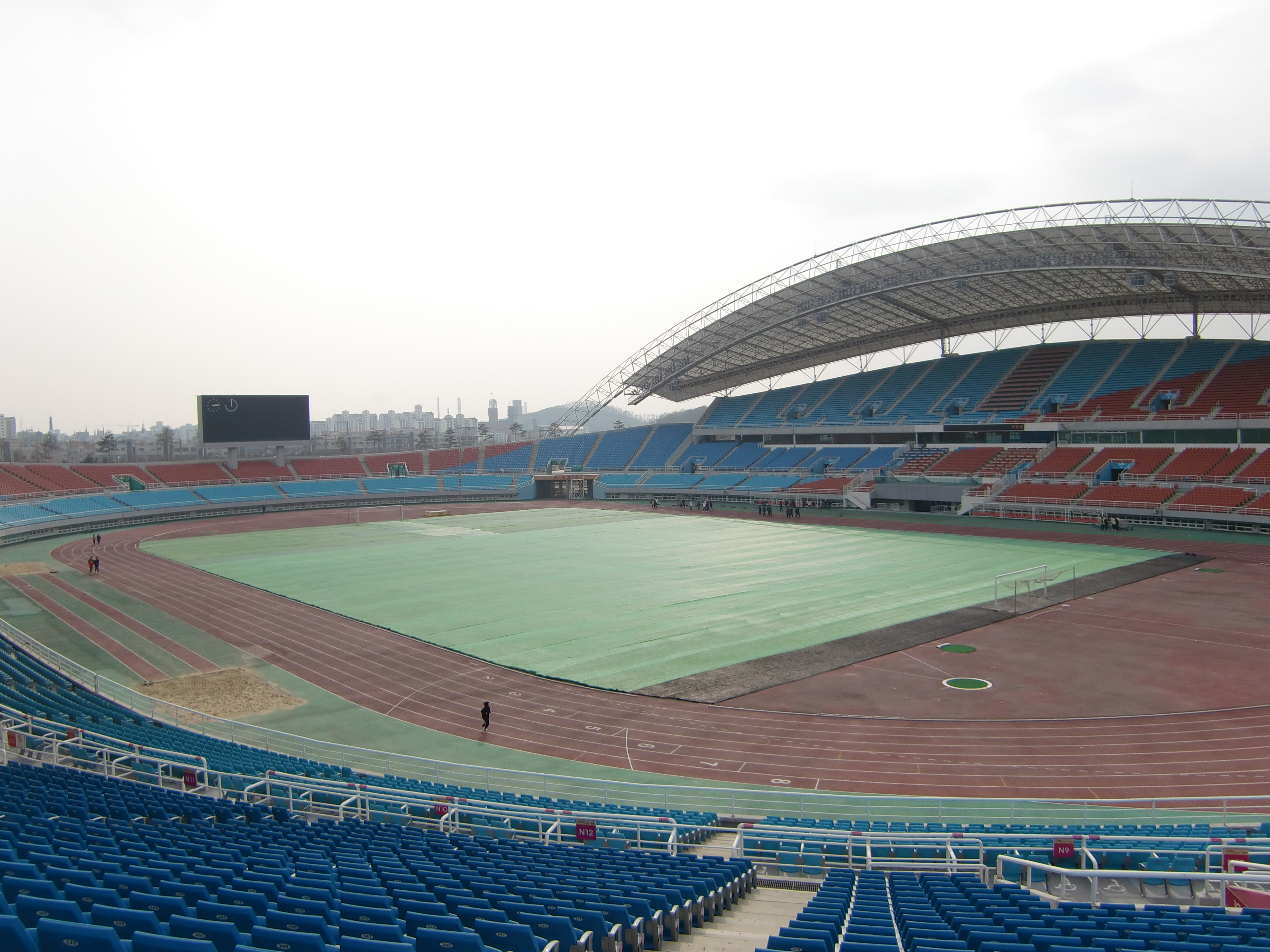
Nordtribüne unter freiem Himmel und die Gegentribüne